# فیرچایلد ۴۵
فیرچایلد ۴۵ (به انگلیسی: Fairchild_45) یک هواگرد ملخ‌پیشین تک‌موتوره از نوع پنج سرنشینه تک باله ساخت شرکت فیرچایلد ایرکرفت است. هواگرد فیرچایلد ۴۵ نخستین پروازش را در ۳۱ مه ۱۹۳۵ میلادی انجام داد. در مجموع، تعداد ۱۷ فروند از این هواگرد ساخته شده‌است.